# Municipio de Bohemia (condado de Knox)
El municipio de Bohemia (en inglés: Bohemia Township) es un municipio ubicado en el condado de Knox en el estado estadounidense de Nebraska. En el año 2010 tenía una población de 48 habitantes y una densidad poblacional de 0,55 personas por km².

## Geografía
El municipio de Bohemia se encuentra ubicado en las coordenadas 42°39′8″N 98°7′53″O / 42.65222, -98.13139. Según la Oficina del Censo de los Estados Unidos, el municipio tiene una superficie total de 86.96 km², de la cual 86,96 km² corresponden a tierra firme y (0 %) 0 km² es agua.

## Demografía
Según el censo de 2010, había 48 personas residiendo en el municipio de Bohemia. La densidad de población era de 0,55 hab./km². De los 48 habitantes, el municipio de Bohemia estaba compuesto por el 100 % blancos. Del total de la población el 8,33 % eran hispanos o latinos de cualquier raza.